# Valter Thomé (arkitekt)

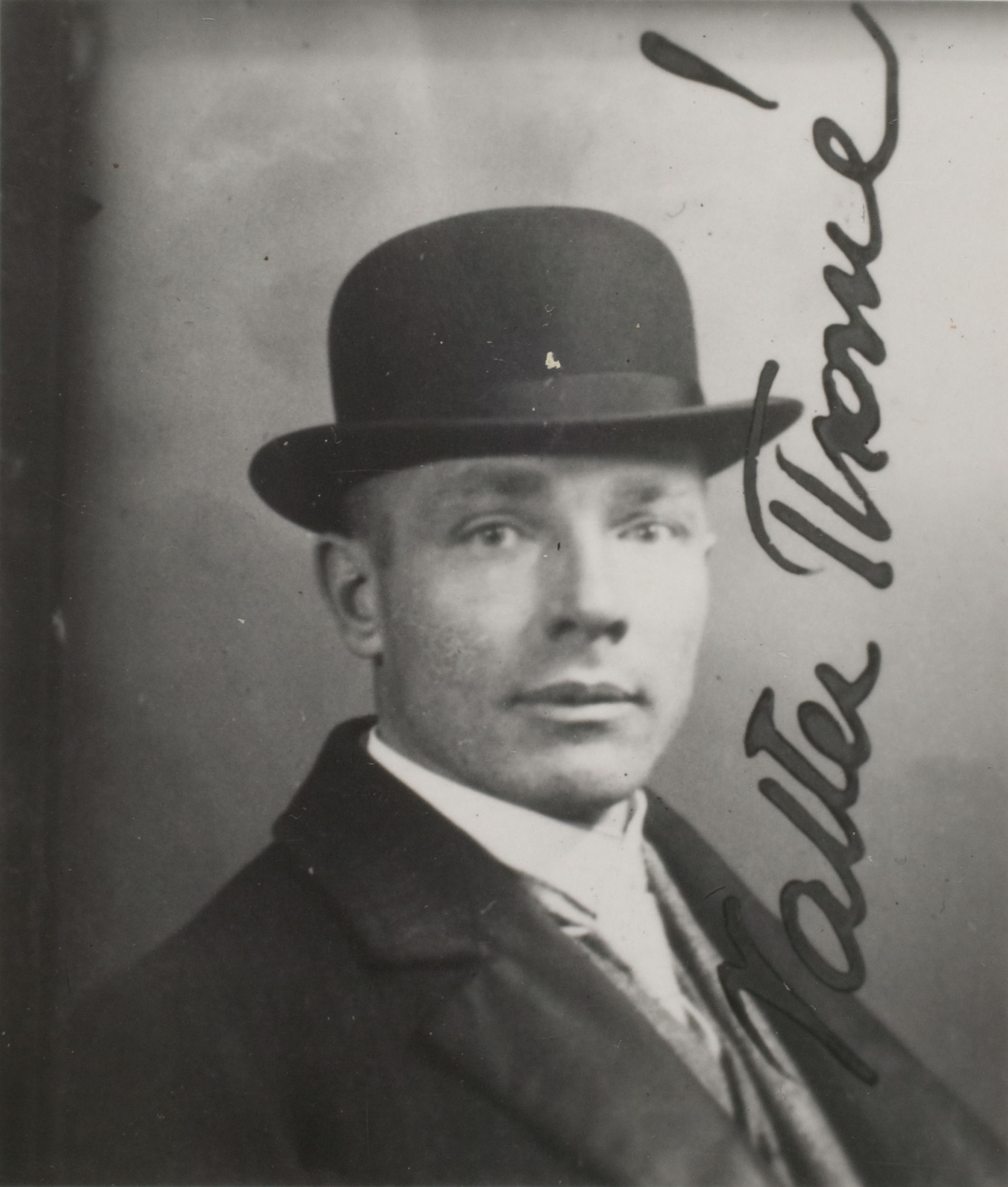
Valter Thomé.

Valter Thomé, född 5 augusti 1874 i Pudasjärvi, död 1 februari 1918 i Vichtis, var en finländsk arkitekt. Han var far till arkitekten Johan Thomé och militären Valter Thomé.

## Biografi
Thomé utexaminerades från Polytekniska institutet i Helsingfors 1898 och praktiserade bland annat hos Lars Sonck och Omni Törnqvist. Han samarbetade med Karl Lindahl 1900–1905 och därefter på flera andra arkitektbyråer, däribland den som drevs av Wilhelm Udd och hans bröder 1909–1912, innan han tillsammans med brodern Ivar Thomé grundade byrån Valter & Ivar Thomé, vilken blev mycket framgångsrik inom både stadsplanering och byggnadsarkitektur. Bröderna uppgjorde även byggnadsplaner för flera städer och samhällen, bland annat Mänttä (från 1901), Kuusankoski (1912) och A. Ahlström Oy:s fabrikssamhälle i Varkaus (1914). 
Under finska inbördeskriget blev Valter Thomé och hans bröder William och Ivar Thomé, som tillhörde de vita, tillfångatagna av rödgardister och tillsammans med fem andra män skjutna till döds vid en landsväg i Vichtis av Lauri Kara och hans flygande kompani. Kropparna kastades i ett kärr men fördes senare till Helsingfors.

## Verk i urval
- Uleåborgs saluhall (1901,  tillsammans med Lindahl)
- Tekniska högskolans kårhus i Helsingfors (1903, tillsammans med Lindahl)
- Otavas förlagshus (1906, tillsammans med Lindahl)
- Renlundska skolan i Gamlakarleby (1909, tillsammans med brodern)
- Kuusankoski föreningshus (1912, tillsammans med brodern)
- Voikkaa brandstation (1913, tillsammans med brodern)

## Galleri

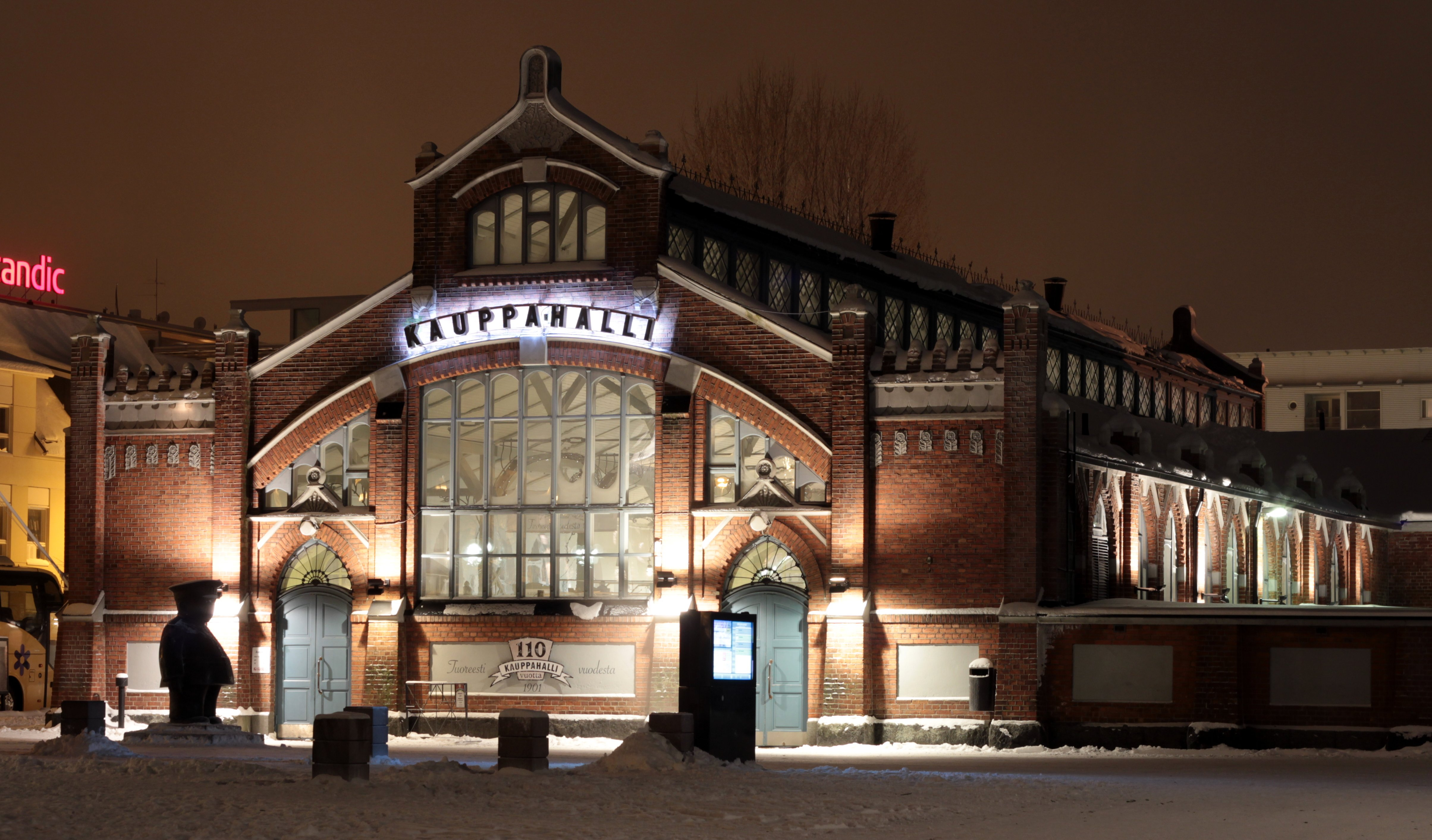
Saluhallen i Uleåborg 1901.
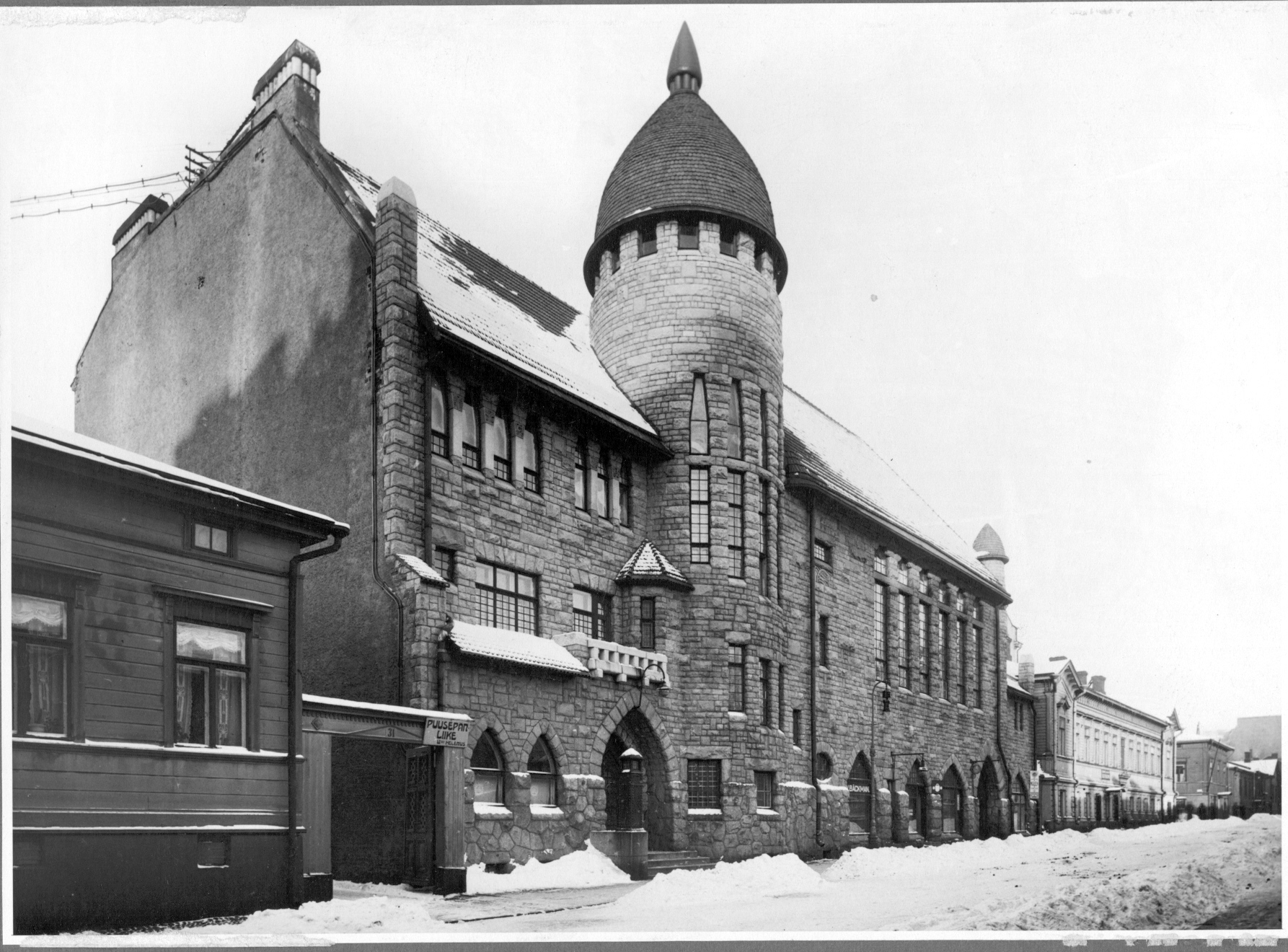
Tekniska högskolans kårhus i Helsingfors 1903.
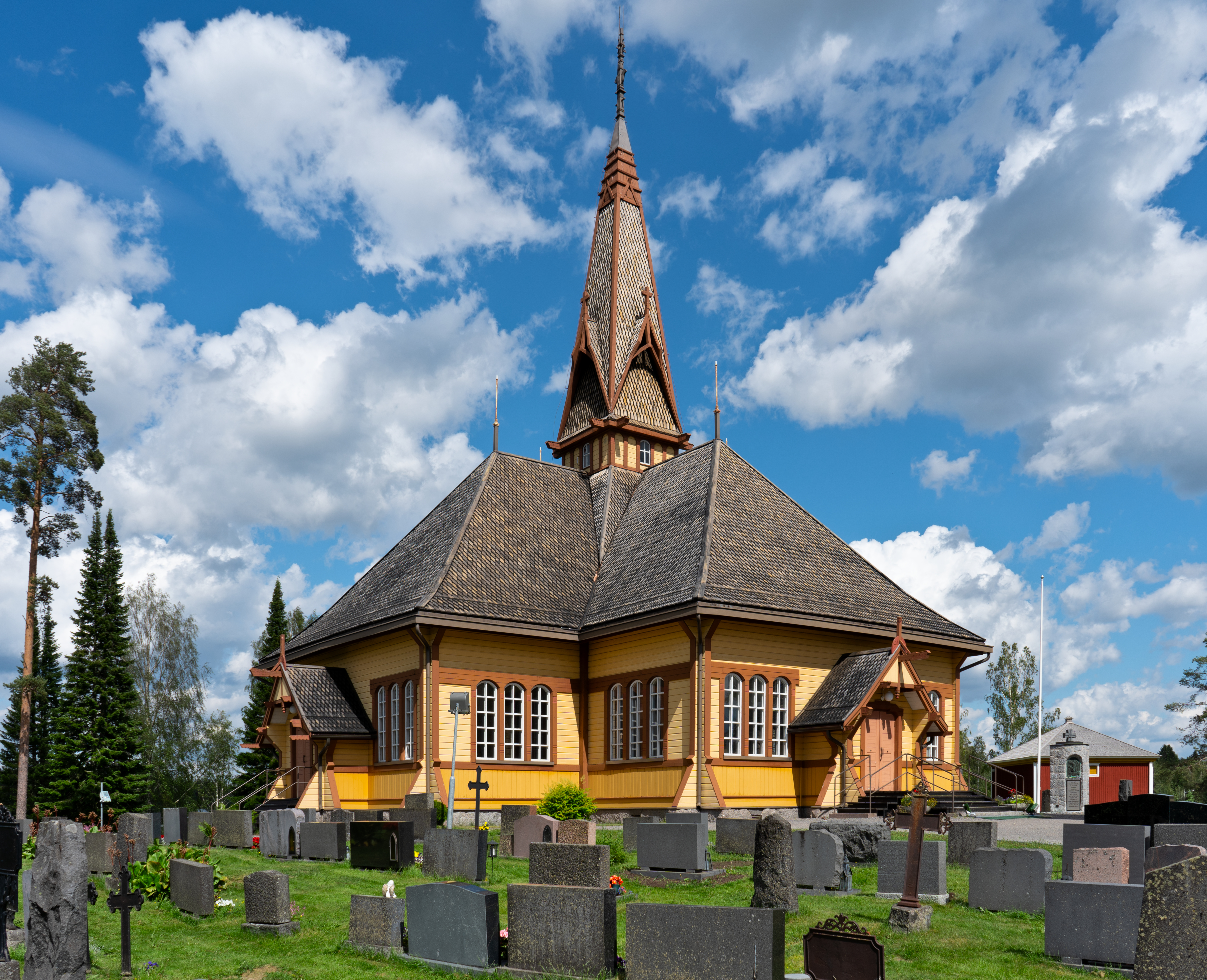
Kyrkan i Perho 1903.
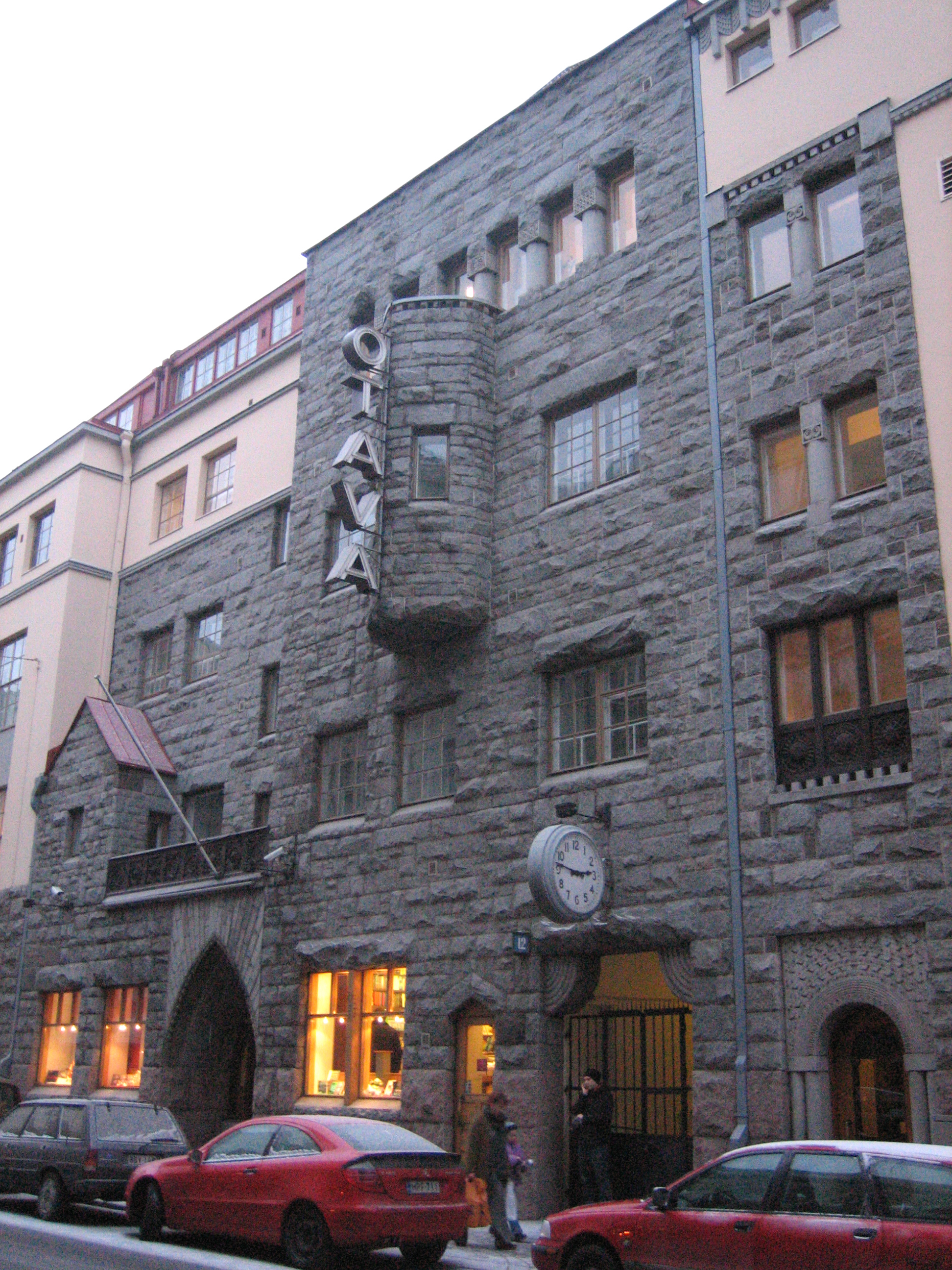
Otavas förlagshus i Helsingfors 1906.
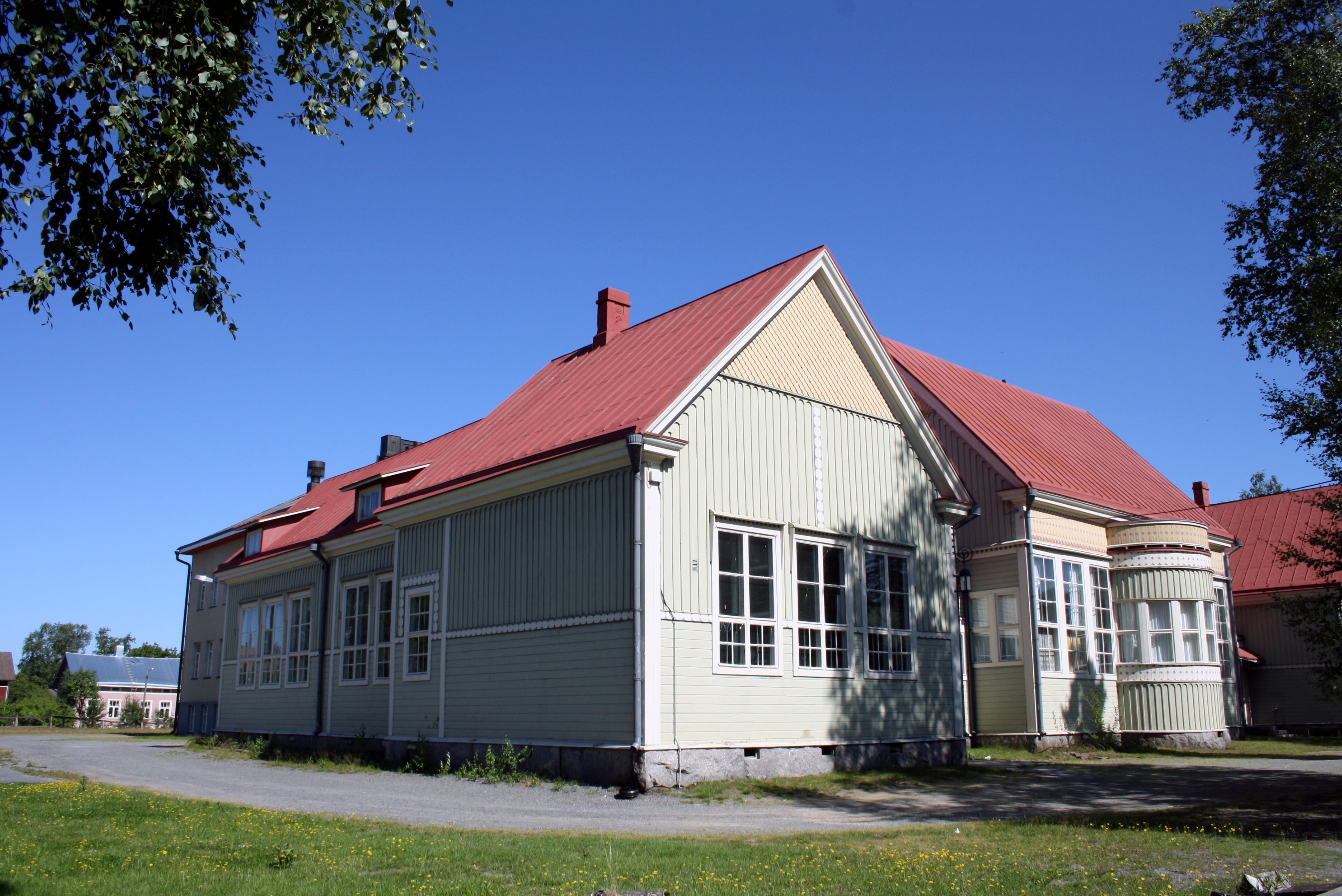
Renlundska skolan i Gamlakarleby 1909.
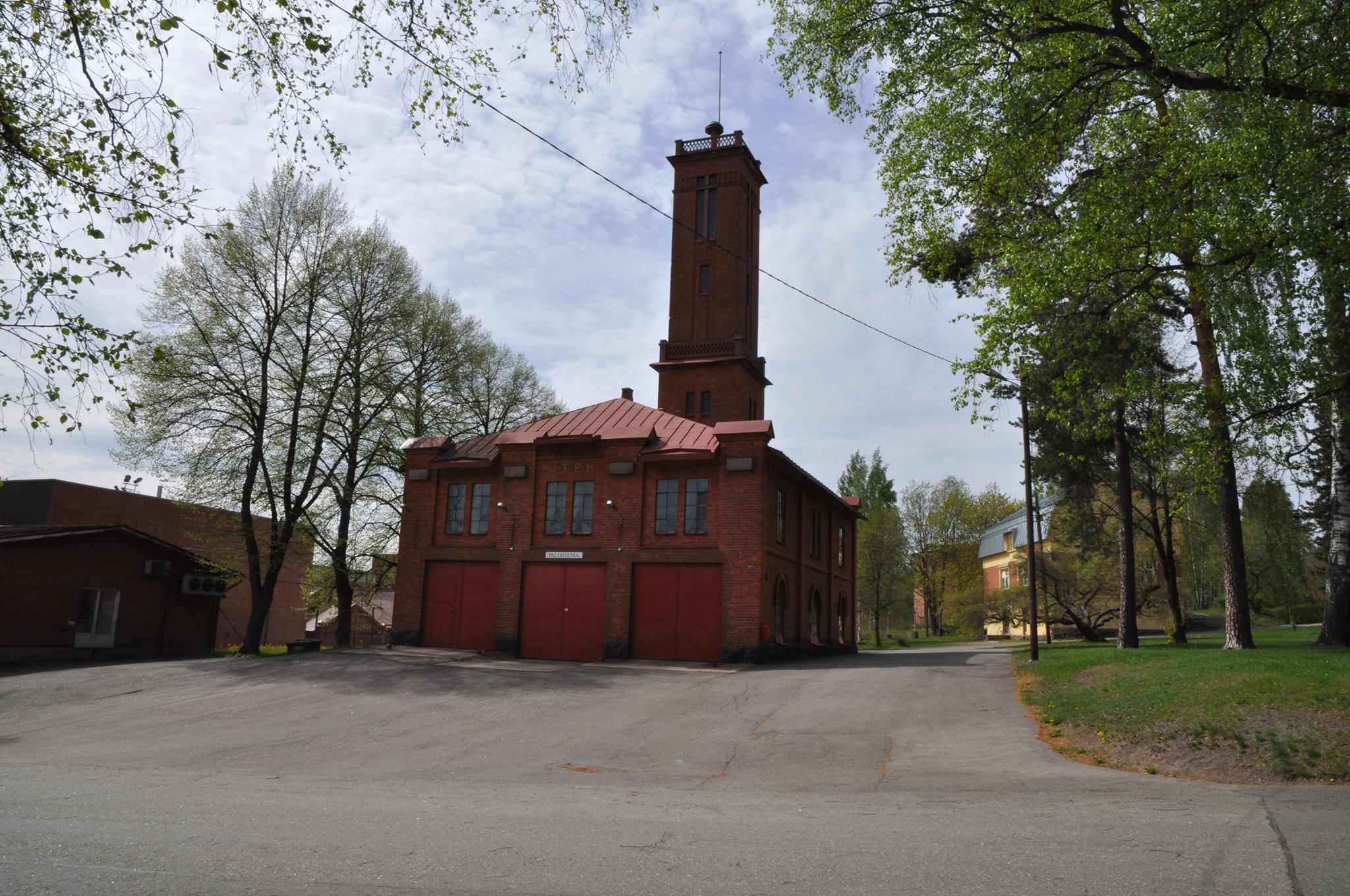
Brandstationen i Voikkaa 1913.